# Sigge Guttormsson
Sigge Guttormsson till Ljuna  var en svensk storman från Hogstads socken nära Mjölby i Östergötland, död 1283 som anses vara sonson till Guttorm jarl. Han var gift med Birger jarls dotter Kristina Birgersdotter (död 1285).
Vapnet är känt från en teckning utförd 1753 av dansken Søren Abildgaard. 
Deras dotter Margareta Kristinadotter var gift med lagmannen Leonard Ödesson (Örnfot)
, och systern Helena Siggesdotter skall ha varit gift först med danske riddaren Ingemar Nielsen, och sedan med Ulf Holmgersson (Ama).
En son är också känd genom Sigge Guttormssons testamente, skrivet 11 juni 1283.